# Gemma Harasim
Gemma Harasim (Fiume, 1876 – Roma, 1961) è stata una pedagogista italiana.
Dal 1907 al 1909, ottenne una borsa di studio dal comune di Fiume per studiare all'Università di Firenze. Lì entrò in contatto con il circolo intellettuale incentrato su "La Voce". Scrisse quattro lettere sulla situazione a Fiume che furono pubblicate come Lettere da Fiume.

## Famiglia
Era la figlia di Venceslao Harasim, capitano marittimo di lungo corso di origine boema, e di Antonia Lucich.
Sposò Giuseppe Lombardo Radice, uno dei primi pedagoghi italiani. La figlia Laura Lombardo Radice sposò il comunista Pietro Ingrao.